# The Island of Knowledge
"The Island of Knowledge" (A Ilha do Conhecimento), é uma obra do físico, escritor, astrônomo e professor brasileiro Marcelo Gleiser.

## Sobre o livro
Nesta obra, Gleiser nos conta uma história é apresentada em três partes. Primeiro nos é dado o que poderia vagamente ser chamado cosmologia, a história do universo em geral. Em segundo lugar, a história do muito pequeno, essencialmente, a história da física quântica. Por fim, são oferecidas algumas especulações sobre mente e a matéria. Esta última parte do livro é bastante fraco em comparação com os outros autores.
No seu livro, Gleiser fala que o futuro da ciência é distintamente diferente do conceito de muitos cientistas e comentaristas. Em 1996, John Horgan causou sensação com seu livro: "The End of Science"; seu argumento era que os fundamentos da ciência, como a teoria do Big Bang, a estrutura do DNA e evolução pela seleção natural, foram bem estabelecida e não serão mudados, exceto alguns detalhes, por novas descobertas. O argumento contrário de Gleiser implica apontar que a interação do intrigante mental e da matéria, um tema que ele discute no final do livro. Ele aponta que: "Até que saibamos o que a consciência é, como podemos afirmar que entendemos biologia?"